# Tórshavn
Tórshavn [toušhaun] (IPA: [ˈtʰɔuʂˌhaʋn]; dánsky Thorshavn, islandsky Þórshöfn, švédsky Torshamn) je hlavním a největším městem Faerských ostrovů a Tórshavnské kommuny. Město leží na ostrově Streymoy a při sčítání lidu dne 1. ledna 2008 žilo ve městě 12 352, v celé Tórshavnské kommuně pak 19 429 obyvatel.

## Etymologie
Název města pochází od boha bouře a blesků v severské mytologii Thór (faersky Tórur, staroseversky Þórr, islandsky Þór) a od skandinávského slova pro přístav – Havn, znamená tedy doslova "Thórův přístav". Ve faerském jazyce se neznělá dentální frikativa /þ/ (/ϑ/) změnila na /t/. Staroseverský název Þórshǫfn se ještě dnes používá v islandském jazyce. Faeřané často tomuto hlavnímu městu říkají jednoduše Havn [ˈhaʋn] či Havnin [ˈhaʋnɪn] (přístav). Znak města ukazuje Thórovo kladivo Mjölnir (nebo Mjolnir), který ukazuje lidem, že Tórshavn se datuje zpět do prakřesťanské doby.

## Historie
Město bylo založeno v 10. století a během druhé světové války bylo po německém obsazení Dánska dočasně okupováno Velkou Británií (1940–1945).

## Geografie

### Poloha
Město leží v srdci Faerských ostrovů při jihovýchodním pobřeží největšího ostrova souostroví – Streymoy. Jeho zeměpisné souřadnice jsou 62° 01' severní šířky a 6° 46' západní šířky. Tórshavnův přístav leží ve vodách Nólsoyarfjørðuru, který je součástí Atlantského oceánu. Na druhé straně tohoto fjordu je ostrov Nólsoy. Nejbližšími městy jsou Argir a Hoyvík náležící do aglomerace hlavního města. Od centra Tórshavnu při pobřeží do okrajových částí se postupně zvedá mírný, někdy i strmý svah (nadmořská výška města je od 0 m u moře do 150 m  v okrajových částech). Na severozápad od města se tyčí 347metrová hora Húsareyn a na jih až jihovýchod 350metrová hora Kirkjubøreyn. Jihozápadně od Tórshavnu leží významné faerské historické a kulturní místo Kirkjubøur.

### Podnebí

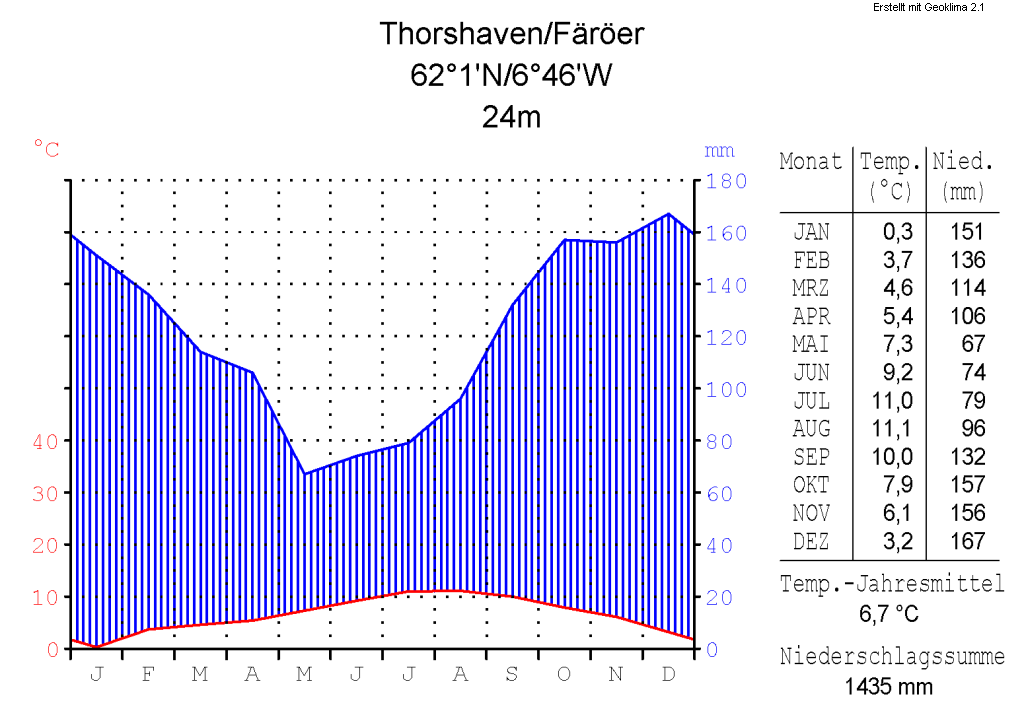
Klimatodiagram ze stanice v Tórshavnu.

Tórshavn, podobně jako zbytek souostroví, leží v oceánském chladnějším mírném podnebném pásmu. To také znamená, že teplotní rozdíly v zimě a létě a noci a dnem jsou malé. Srážky se zase mohou velmi lišit. Příkladem může být srovnání měsíce února z roku 2001 a 2002, v roce 2001 spadlo 187 mm srážek, roku 2002 to bylo jen 103 mm.
Průměrná roční teplota vzduchu se pohybuje kolem 6,8 °C (8,3 °C přes den, 5,3 °C přes noc). Nejchladnějšími měsíci jsou leden, únor a březen, kdy se průměrná denní teplota pohybuje kolem 5,5 °C, noční kolem 2 °C. Nejteplejšími měsíci jsou červenec a srpen, tehdy teplota průměrně dosahuje až ke 13 °C a klesne ke 9,5 °C. V zimě teplota málokdy klesne pod −6 °C, v létě zase teplota málokdy přesáhne 17 °C. Průměrná teplota moře je v zimě 8 °C, v létě 11 °C.
Tórshavn je velmi bohatý na srážky, průměrný roční úhrn srážek činí kolem 1500 mm. Nejvíce srážek spadne mezi říjnem a lednem (165 mm). Naopak nejméně v červnu (70 mm). Mezi říjnem a březnem se také nejčastěji vyskytují srážky, srážky se tu průměrně vyskytují 28krát za měsíc. Sníh tu není moc častý, přesto je ročně kolem 30 dnů zasněženo tenkou vrstvou sněhu. Průměrná vlhkost vzduchu se celoročně pohybuje mezi 80 a 90 %.
Velmi typický pro tuto oblast je také silný vítr, který má průměrnou rychlost 23 km/h. Nejsilnější je v zimě (28 km/h) a nejméně silný v létě (18 km/h). Nejčastější vítr vane od západu.

## Obyvatelstvo
V Tórshavnu tvoří Faeřané většinu obyvatelstva, početná je ale také dánská menšina. Obyvatelstvo je dost mladé, nejpočetnější skupinu podle věku tvoří osoby ve věku v rozmezí od 10 do 20 let (2 007 obyvatel), na druhém místě následuje skupina lidí ve věku od 40 do 49 let (1 794 obyvatel) a na třetím místě je skupina lidí ve věku od 0 do 9 let (1 704 obyvatel).

### Růst počtu obyvatel

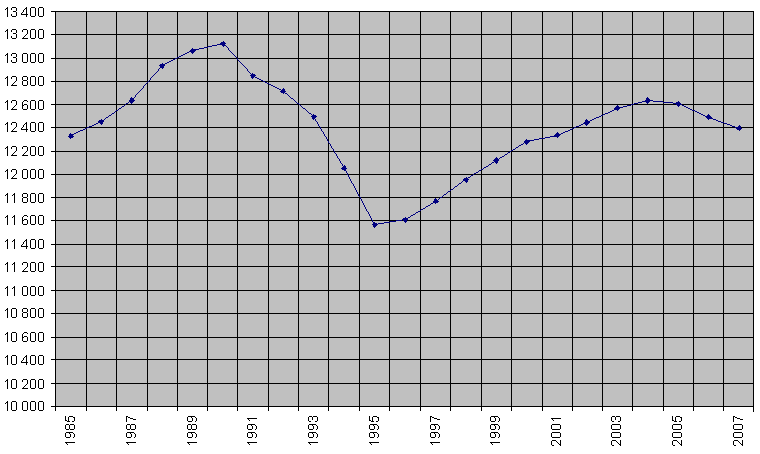
Populace města (1985–2007)

Počet obyvatel města od roku 1709 (od roku 1975 počet obyvatel celé kommuny):
| Rok  | Populace |
| ---- | -------- |
| 1709 | 300      |
| 1801 | 531      |
| 1854 | 900      |
| 1900 | 1656     |
| 1925 | 2896     |
| 1950 | 5607     |
| 1975 | 11 329   |
| 1980 | 12 641   |
| 1985 | 13 507   |
| 1990 | 14 689   |
| 1995 | 13 781   |
| 1997 | 15 844   |

| Rok  | Populace |
| ---- | -------- |
| 1998 | 16 121   |
| 1999 | 16 469   |
| 2000 | 17 777   |
| 2001 | 18 067   |
| 2002 | 18 420   |
| 2003 | 18 394   |
| 2004 | 19 348   |
| 2005 | 19 806   |
| 2006 | 19 284   |
| 2007 | 19 339   |
| 2008 | 19 429   |
| 2020 | 23 000   |

## Instituce v Tórshavnu
- Løgtingið a Landsstýrið – faerský parlament a vláda se všemi národními institucemi
- Faerská televize a Rádio Faerské ostrovy – obě veřejnoprávní
- Univerzita Faerských ostrovů – situovaná vedle národního archivu, navigační akademie atd.
- Postverk Føroya – poštovní servis Faerských ostrovů
- 12 zemí zde má zástupce konzula – jsou to Brazílie, Finsko, Francie, Řecko, Nizozemsko, Island, Itálie, Norsko, Rusko, Spojené království a Švédsko

## Sport
Fotbalové týmy v Tórshavnu: Havnar Bóltfelag, B36 Tórshavn, Argja Bólfelag, FC Hoyvík a Undri.
Házenkářské týmy v Tórshavnu: Kyndil, Neistin a H71.
Šachový tým v Tórshavnu: Havnar Talvfelag.

## Partnerská města
- – Asker, Norsko
- – Garðabær, Island
- – Jakobstad, Finsko
- – Mariehamn, Alandy, Finsko
- – Eslöv, Švédsko
- – Birkerød, Dánsko
- 🇬🇱 – Nuuk, Grónsko, Dánsko

## Galerie

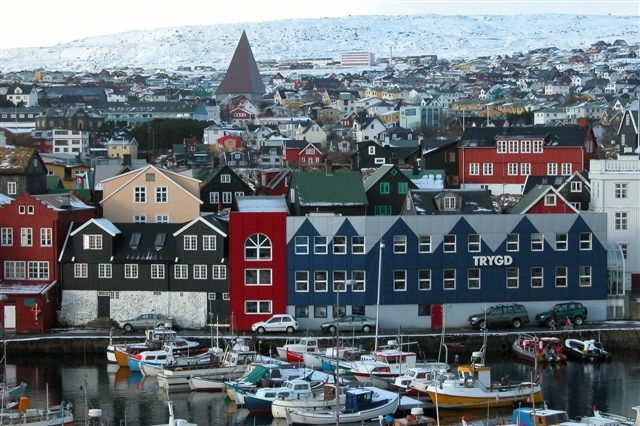
Centrum města
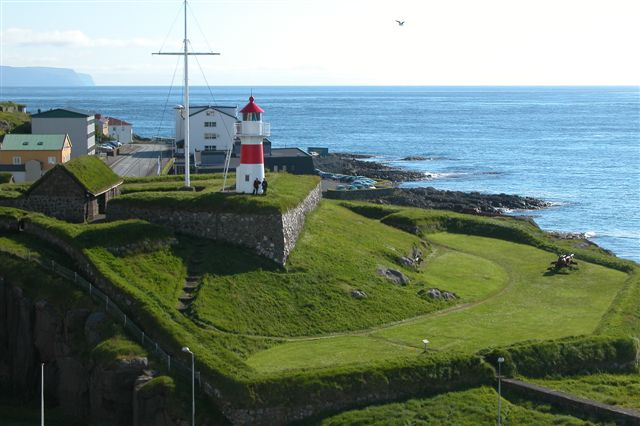
Okrajová část města
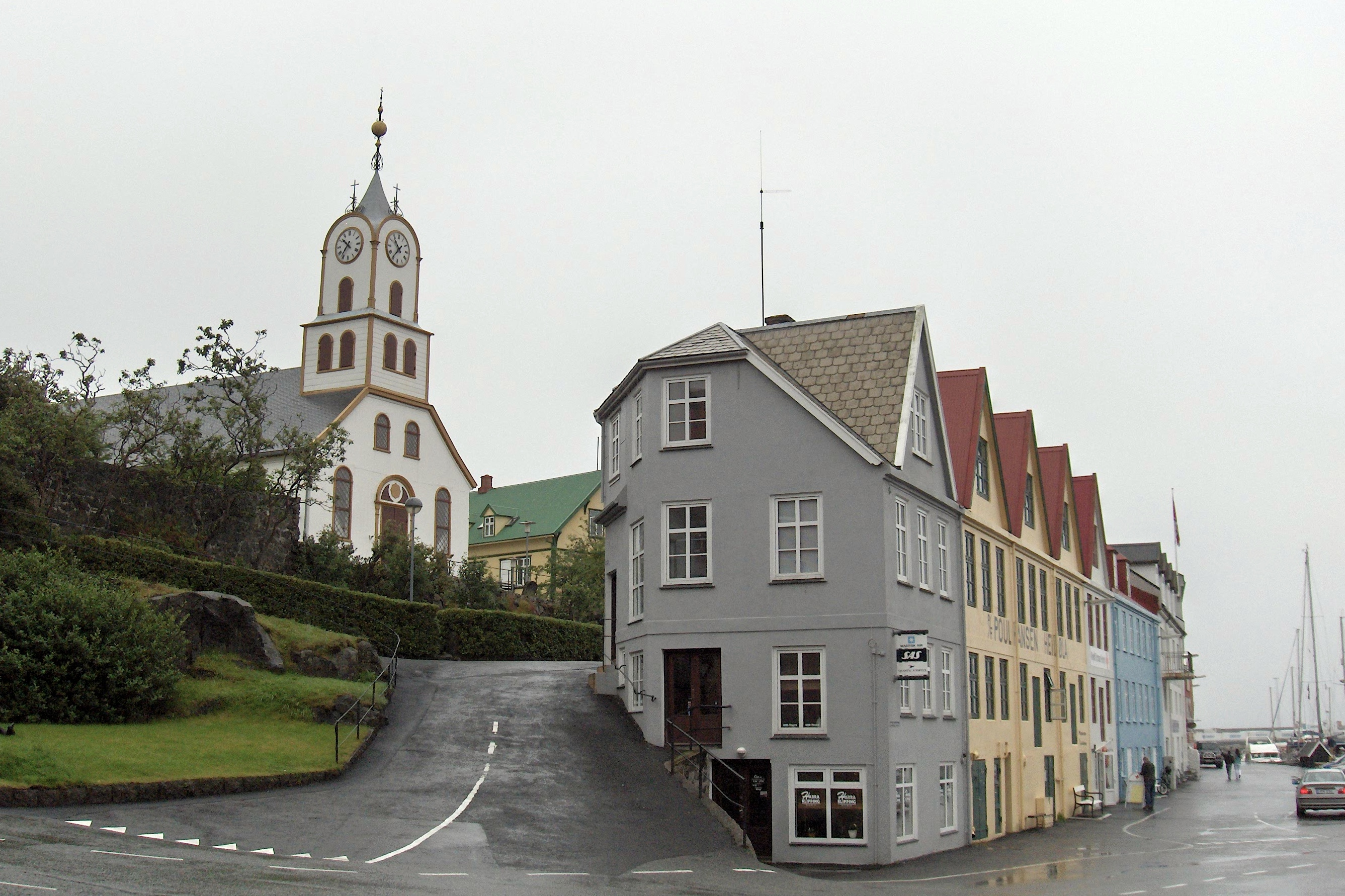
Katedrála v Tórshavnu
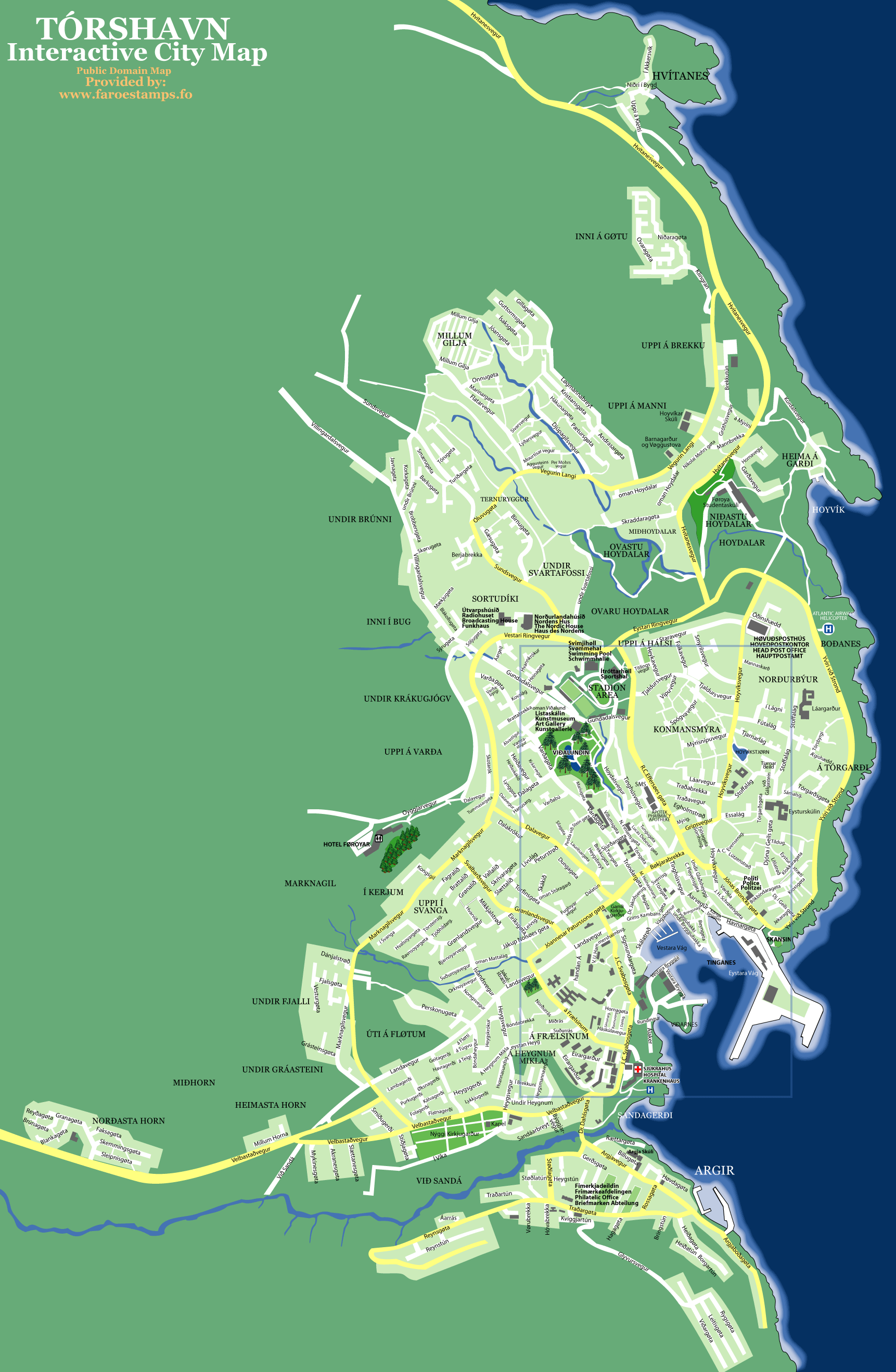
Plán města